# زرخوني (تشلاو)
زرخوني (بالفارسية: زرخونی) هي قرية تقع في إيران في مازندران. يقدر عدد سكانها بـ 48 نسمة بحسب إحصاء 2016.